# The Micro User
The Micro User (nommé BBC Micro User lors des trois premiers numéros)  était un magazine britannique spécialisé publié de mars 1983 à septembre 1992, destiné aux utilisateurs d'ordinateurs de la série BBC Micro, Acorn Electron, Acorn Archimedes, et Cambridge Z88 (en).  Il offrait un mélange de critiques sur les jeux, sur les logiciels et les derniers ordinateurs Acorn Computers, des programmes informatiques à saisir (fournis en double sur une disquette qui était disponible séparément), une page de correspondance offrant de l'aide avec des problèmes informatiques et des articles techniques abordables sur la programmation et les composants internes du BBC Micro.